# Vladyslav Kabajev
Vladyslav Oleksandrovyč Kabajev (in ucraino Владислав Олександрович Кабаєв?; Odessa, 1º settembre 1995) è un calciatore ucraino, attaccante della Dinamo Kiev.

## Caratteristiche tecniche
È un'ala mancina.

## Carriera

### Club
Ha giocato nella prima divisione ucraina.

### Nazionale
Ha partecipato ai Mondiali Under-20 del 2015; in seguito ha anche giocato con la nazionale ucraina Under-21.
Il 27 agosto 2024 viene convocato per la prima volta in nazionale maggiore, con cui esordisce il 7 settembre seguente nella sconfitta interna in Nations League contro l'Albania (1-2).

## Palmarès

### Club

#### Competizioni nazionali
- Campionato ucraino: 1

Dinamo Kiev: 2024-2025